# Aszód
Aszód  este un oraș în districtul Aszód, județul Pesta, Ungaria, având o populație de 5.998 de locuitori (2011). 

## Demografie
Componența etnică a orașului Aszód
     Maghiari (95,4%)
     Romi (1,22%)
     Necunoscut (0,74%)
     Alții (2,65%)
Componența confesională a orașului Aszód
     Romano-catolici (38%)
     Luterani (18,07%)
     Fără religie (11,3%)
     Reformați (5,9%)
     Atei (1,22%)
     Necunoscută (24,89%)
     Greco-catolici (0,62%)
     Alte religii (2,28%)
Conform recensământului din 2011, orașul Aszód avea 5.998 de locuitori. Din punct de vedere etnic, majoritatea locuitorilor (95,4%) erau maghiari, cu o minoritate de romi (1,22%). Apartenența etnică nu este cunoscută în cazul a 0,74% din locuitori. Nu există o religie majoritară, locuitorii fiind romano-catolici (38,0%), luterani (18,07%), persoane fără religie (11,3%), reformați (5,9%) și atei (1,22%). Pentru 24,89% din locuitori nu este cunoscută apartenența confesională.